# Kangersuatsiaq

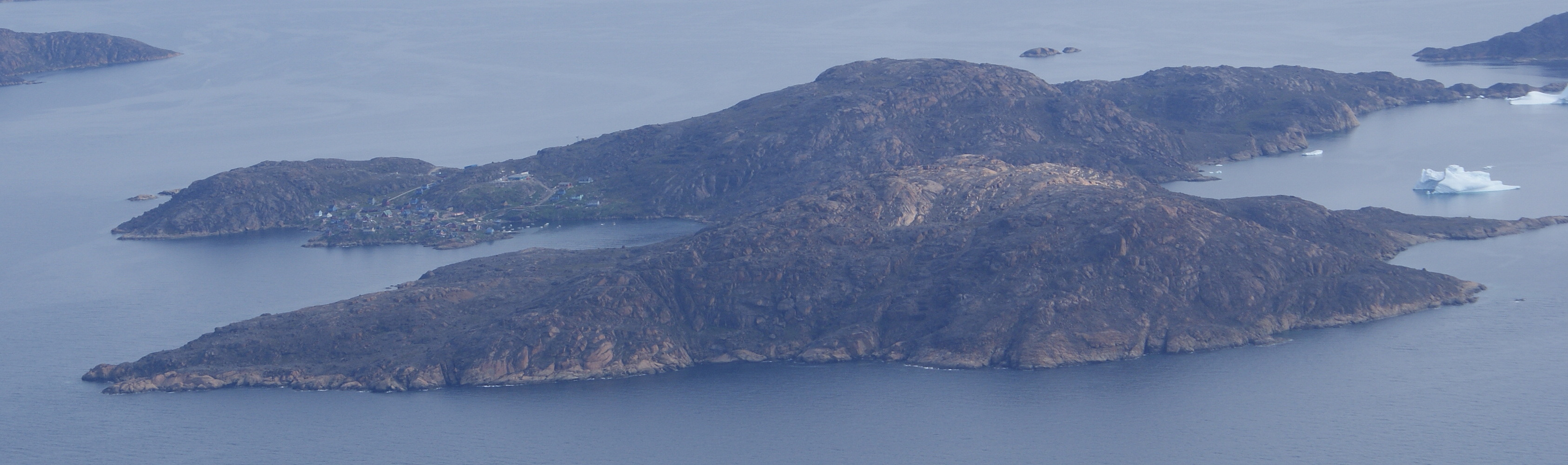
Kangersuatsiaq.

Kangersuatsiaq (antigamente:Kangerssuatsiaq ou Prøven) é um assentamento no município de Qaasuitsup, noroeste da Gronelândia. Em 2010 tinha 186 habitantes.

## Transporte
A Air Greenland serve a vila com voos do Heliporto de Kangersuatsiaq para o Aeroporto de Upernavik.

## População
A população de Kangersuatsiaq aumentou ligeiramente da década de 1990 para a década de 2000 e desde então começou a diminuir e continua a diminuir.